# Протопопов, Василий Яковлевич
Василий Яковлевич Протопопов (21 декабря 1846 — 30 марта 1914) — одесский адвокат и общественный деятель, городской голова в 1905—1907 годах.

## Биография
Сын священника, родился в деревне Богомоловки, около Кременчуга.
Выдержал экзамен в первой Киевской гимназии и поступил в Киевский университет на юридический факультет. Через два года перешел в Новороссийский, где и окончил курс. Более 25 лет занимался адвокатурой, сначала в Елисаветградe, а затем в Одессе, где 18 лет был старшиной присяжных поверенных.
Своей честной, неподкупной деятельностью, своим благородством, сумел снискать себе глубокое уважение. В течение нескольких лет Протопопов был вице-президентом общества изящных искусств, председателем «Общества отбывших наказание и бесприютных» и в течение двух лет Одесским городским головой (с конца 1905 года), а гласным городской думы состоял с 1900 года.